# Уолш, Хелен
Хелен Уолш (англ. Helen Walsh, род. 1977, Ливерпуль) — британская писательница, сценарист и кинорежиссёр. Среди её романов — «Брасс», удостоенный премии Бетти Траск, и «Однажды в Англии», удостоенный премии Сомерсета Моэма. 

## Ранние годы
Уолш родилась в 1976 году в Уоррингтоне, Чешир. В возрасте 16 лет она переехала в Барселону, Испания, но вернулась в Англию, когда ей было чуть больше 20-ти.

## Карьера
Её первый роман «Brass» был опубликован в 2004 году и получил премии Бетти Траск. Её второй роман «Однажды в Англии» был опубликован в 2008 году и получил премию Сомерсета Моэма 2009 года, а также вошёл в шорт-лист премии Портико 2008 года. Её третий роман «Go to Sleep» был опубликован в 2011 году. Все три были опубликованы издательством Canongate Press.
Последний роман Уолш «Лимонная роща» был опубликован в 2014 году издательством Tinder Press. В нём речь идёт о внебрачной связи между женщиной и 17-летним парнем её падчерицы на отдыхе на Майорке.
Уолш также работала в кино и на телевидении. Её полнометражный режиссёрский дебют, The Violators, вышел в 2016 году. В 2024 году на канале Channel 4 будет транслироваться её телевизионный триллер «Сбор».